# بانفورا

بانفورا هي مدينة تقع جنوب غرب بوركينا فاسو وتبعد حوالي 85 كم جنوب غرب مدينة بوبوديولاسو، شلالات كارفيجويلا تقع بالقرب من المدينة.